# Juan Cabandié
Juan Cabandié Alfonsín (Buenos Aires, 16 de marzo de 1978) es un político, activista de derechos humanos y dirigente político argentino. Entre 2013 y 2019 fue Diputado Nacional por la Ciudad de Buenos Aires. Se desempeñó como Ministro de Ambiente y Desarrollo Sostenible de la Nación durante el gobierno de Alberto Fernández.
Cabandié es un nieto restituido n.º 77 por las Abuelas de Plaza de Mayo. La canción de León Gieco «Yo soy Juan» se refiere a él y está basada en su vida. Su historia también fue retratada en el segundo capítulo de la serie Televisión por la identidad.

## Biografía

### Apropiación durante la última dictadura cívico-militar
Juan Cabandié nació en marzo de 1978 en la ex-ESMA (Escuela de Mecánica de la Armada), ubicada en la zona norte de la Ciudad de Buenos Aires. Allí Alicia Alfonsín, su madre, se encontraba detenida luego de haber sido secuestrada por las Fuerzas Armadas durante la última dictadura cívico-militar argentina (1976–1983).
Su padre, Damián Abel Cabandié, quien entonces tenía 19 años, fue secuestrado en su casa de Solís 688 del barrio de Congreso, el 23 de noviembre de 1977. Pocas horas después también secuestraron a su madre, quien entonces tenía 17 años y se encontraba embarazada de Juan. Ambos fueron llevados primero al centro clandestino de detención conocido como El Banco y luego al Club Atlético. En diciembre su madre fue llevada a la ESMA, siendo instalada en la llamada «pieza de embarazadas».
En marzo de 1978 dio a luz en su celda a un niño al que le puso de nombre Juan. Ambos progenitores permanecen desaparecidos. El médico obstetra Jorge Luis Magnacco (1941-) fue quien atendió el parto.
Juan permaneció los primeros 15 días de su vida con su madre. Momentos antes de la separación del niño, el prefecto Héctor Febres le anunció a Alicia Alfonsín que se había ordenado su «traslado» (eufemismo utilizado por asesinato y desaparición del cuerpo) y le preguntó si quería escribir una carta a su familia. Alicia escribió la carta y la dejó junto al bebé. Esa noche el niño fue retirado por un suboficial conocido con el apodo de Pedro Bolita y luego fue apropiado por un miembro de la Policía Federal Argentina relacionado con la represión ilegal, de nombre Luis Falco, quien junto a su esposa hicieron creer al niño que era hijo biológico de ambos, dándole un nombre y una fecha de nacimiento falsas. Cabandié se crio como hermano de Vanina Falco, con quien estableció una estrecha relación afectiva. Su apropiador, por el contrario, mantuvo con él una relación carente de afecto, estableciendo permanentes diferencias con su hija biológica, Vanina. Su apropiador lo incentivó a ingresar al Liceo Militar, algo que el niño estuvo a punto de hacer.

### Recuperación de la identidad

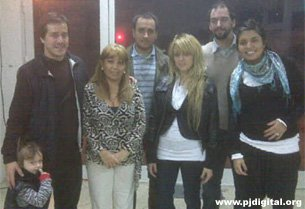
Mariano Recalde (a la izquierda, con ropa oscura), con Juan Cabandié y otros, en 2009.

En 2003, luego de 25 años de su nacimiento y apropiación, Juan Cabandié comenzó a dudar seriamente de su origen, debido al trato recibido, a sus características personales y a la falta de recuerdos y registros en la familia sobre su nacimiento. El propio Cabandié dice que en esa época y en esas circunstancias «ser hijo adoptado no era ser hijo adoptado, era ser hijo de desaparecidos».
Juan presionó entonces a su madre para que le dijera si él había sido adoptado, y finalmente esta lo reconoció. Poco después, acompañado por su hermana de crianza, el joven se dirigió a la asociación Abuelas de Plaza de Mayo para iniciar las averiguaciones sobre su origen.
Unos meses después, el 26 de enero de 2004 el joven supo la verdad y conoció su nombre verdadero. También supo quienes habían sido sus padres y quienes componían su familia biológica, en especial sus abuelos y abuelas, a quienes conoció poco después, y que lo habían buscado sin cesar desde el día de la desaparición de sus padres.
A Luis Falco lo considera simple y sencillamente como un apropiador que le robó su identidad. A Teresa de Falco la considera como su «madre de crianza», aunque ha tenido sentimientos ambiguos para con ella. A Vanina Falco la considera su hermana. Esta solicitó presentarse como querellante junto a su hermano en el juicio por apropiación de menores que se le sigue a Luis Falco, pero la justicia denegó el pedido debido al parentesco que los une.
Cabandié afirmó que durante su infancia y adolescencia, había elegido para sí el nombre de Juan, y que tenía sueños en los que su madre en penumbras lo acunaba de bebé y lo amamantaba llamándolo Juan. Cabandié atribuye esas sensaciones a mecanismos de memoria derivados de las dos semanas que permaneció junto a su madre en la celda, antes de que la mataran.
En 2011, el apropiador Luis Antonio Falco recibió la máxima pena otorgada hasta el momento por los delitos de apropiación de menores y supresión de identidad: 18 años.

#### Mensaje en el acto de recuperación de la ESMA
Artículo principal: Discurso de Juan Cabandié en el Día de la Memoria de 2004.
El 24 de marzo de 2004, en ocasión de la transformación de la ESMA (Escuela de Mecánica de la Armada) a espacio de memoria, Cabandié participó del acto oficial en el lugar en que nació, leyendo una carta, acompañado por el expresidente Néstor Carlos Kirchner.
Su carta empieza:

En este lugar le robaron la vida a mi mamá, ella aún está desaparecida. En este lugar idearon un plan macabro de robo de bebés. Acá hubo personas que se creyeron impunes jugando conmigo y sacándome la identidad durante 25 años.

Uno de sus dichos fue:

Hoy estoy acá, 26 años después para preguntarle a los responsables de esta barbarie si se animan a mirarme cara a cara y a los ojos y decirme dónde están mis padres, Alicia y Damián. Estamos esperando la respuesta que el Punto Final quiso tapar.

### Militancia

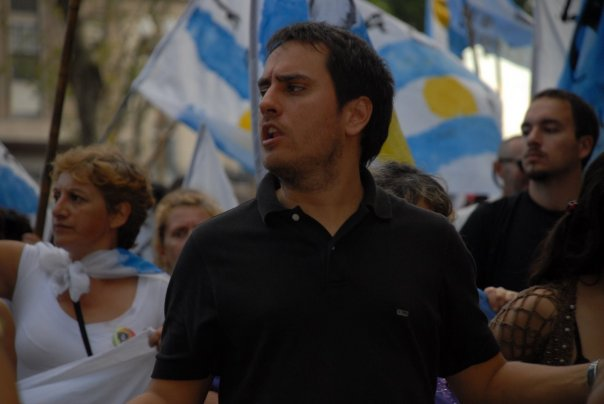
Juan Cabandié en 2009.

Desde adolescente y mucho antes de siquiera sospechar que se trataba de un hijo de desaparecidos, Juan Cabandié comenzó a participar en actividades solidarias con los sectores más desfavorecidos de la población, y a comprometerse con los movimientos políticos populares. En 2005, Juan Cabandié fue designado por el presidente Kirchner como coordinador del Consejo Federal de Juventud.[cita requerida]
En el movimiento peronista, Juan Cabandié es parte de la mesa de conducción nacional de la agrupación La Cámpora.
Fue titular de la Secretaría de Juventud del Partido Justicialista. Más tarde fue secretario de Derechos Humanos del PJ.

### Legislador de la ciudad de Buenos Aires (2007-2013)
En 2007 se presentó por primera vez a elecciones, como cuarto candidato a legislador de la ciudad de Buenos Aires por el Frente para la Victoria. La coalición obtuvo tres escaños en la Legislatura, pero Ginés González García, uno de los tres electos, renunció para poder asumir como embajador de Argentina en Chile por lo que la banca pasó a Cabandié.
Luego de dos años de la legislatura porteña, Juan Cabandié se presentó como primer legislador de la lista 604, que llevaba como candidato a jefe de Gobierno de la ciudad de Buenos Aires a Daniel Filmus y como vicejefe a Carlos Tomada y los votos que obtuvo la lista le bastaron para ser elegido y posteriormente fue designado como jefe de bloque del Frente para la Victoria. 
En 2010, Cabandié presentó como legislador un proyecto para que la ciudad levante un monumento a Diego Maradona, de quien dijo era "un ícono de la cultura popular".
Como legislador porteño por el Frente para la Victoria presentó varios proyectos: la ley 2681 de regulación del derecho de admisión de alumnos y alumnas de escuelas de gestión privada, que establece que los establecimientos no pueden negar sin causa la matriculación de un alumno; la ley 3221 que pone tope a posibles embargos sobre el subsidio de excombatientes de Malvinas; la modificación de la Ley 471 de empleo público de la ciudad para prohibir a contratación de personas condenadas o procesadas por delitos de lesa humanidad; la ley 3704 de creación del programa de alimentación saludable en colegios de la ciudad; la ley 4020 de adaptación de semáforos para ciegos y disminuidos visuales; la ley 4113 que creael registro de "Cuidadores de automóviles en la vía pública" y la ley 4432 que regula la venta de menús alimenticios, obligando a incluir fruta o verduras en los menús; entre otros proyectos.

### Diputado nacional (2013-2019)
En 2013, Cabandié fue elegido diputado nacional por la ciudad de Buenos Aires y se desempeñó como vicepresidente de la Comisión de Defensa al Consumidor, del Usuario y de la Competencia, donde presentó un proyecto acerca de exhibición de precios que, según afirmó, tiene como objetivo de "garantizar a los consumidores el ejercicio real de su libertad de elección y de su derecho a la información a la hora de elegir un producto”.
En las elecciones legislativas del 2017 de la Ciudad de Buenos Aires, fue tercer precandidato a diputado de Unidad Ciudadana y competirá en las P.A.S.O. de Unidad Porteña junto con Itai Hagman  - AHORA Buenos Aires - y Guillermo Moreno de - Honestidad y Coraje -.
Como diputado nacional presentó proyectos para modificar la Ley de Lealtad Comercial, con el objetivo de clausurar supermercados que no cumplieran con los acuerdos de precios; la ley 3987 de fomento de los hábitos saludables de alimentación, para disminuir la obesidad infantil; la ley 6027 de consumidores vulnerables; la ley 6028 de agencias de cobro extrajudicial y presuntos deudores; la ley 6029 de Dispositivo de retención de niños debidamente homologado; la ley 8383 de procedimientos y régimen de ofertas y precios; la ley 8600 de etiquetado de alimentos modificados genéticamente; y la ley 8601 de neutralidad en la red; entre otros proyectos.

### Ministro de Ambiente y Desarrollo Sostenible
Fernández designó a Juan Cabandié como ministro de Ambiente y Desarrollo Sostenible. Es acompañado por María Soledad Cantero en la  Unidad Gabinete de Asesores, Rodrigo Rodríguez Tornquist en la secretaría de Cambio Climático, Desarrollo Sostenible e Innovación, Florencia Gómez en la secretaría de Política Ambiental en Recursos Naturales y Sergio Federovisky en la secretaría de Control y Monitoreo Ambiental.
Entre las política llevadas adelante por Cabandié se destacan:
- Plan de Erradicación de Basurales a Cielo Abierto: Cabandié declaró que la gestión de residuos era su política central y creó el Plan Federal de Erradicación de Basurales a Cielo Abierto para avanzar en la construcción de complejos socioambientales en distintas provincias y en la adquisición y entrega de equipamiento para la gestión integral de los residuos sólidos urbanos (GIRSU) a municipios. En los primeros dos años de gestión se otorgó un financiamiento de 11 millones de pesos para fortalecer la gestión de residuos en 23 provincias y en más de 100 municipios del país. Se encuentran en proceso de construcción 8 centros ambientales y se avanzó en 15 proyectos de biogás. Además, se entregaron más de 1.000 maquinarias GIRSU para distintas localidades argentinas. Asimismo, en 2021 se presentó en el Congreso Nacional el Proyecto de Ley de Envases que trabaja sobre el paradigma de responsabilidad extendida al productor y la inclusión social.

- Abastecimiento de agua potable para comunidades wichis: Cabandié inauguró en la provincia de Salta siete pozos de agua potable, destinados a cubrir las necesidades de las comunidades de Santa Victoria Este y Rivadavia y en total se construyen 22 pozos de agua potable que benefician a 6 mil personas. Además se construyeron tajamares (reservorios agua),  techos de recolección de agua, cerramientos para manejo del bosque con ganadería integrada y equipamientos como cocinas, hornos, kits de producción apícola, de huertas y aprovechamiento forestal.

- Bosques nativos: en total en el bienio 2020-2021 se transfirieron fondos y bienes del Fondo Nacional para el Enriquecimiento y la Conservación de los Bosques Nativos por un total de $ 1.585 millones, 6 veces más que lo invertido en el período 2018-2019. En noviembre de 2020 Argentina obtuvo una donación de US$82 millones por parte del Fondo Verde para el Clima para invertir durante seis años en el sector forestal, con el objetivo de fortalecer las políticas de la Ley N° 26.331 de Presupuestos Mínimos para la Protección Ambiental de los Bosques Nativos e implementar acciones en el marco del Plan Nacional de Acción de Bosques y Cambio Climático.
- Creación de la Brigada de Control Ambiental: conformada por agentes especializados en inspecciones, que llevan adelante diferentes políticas de bienestar animal y preservación de la fauna silvestre a través de la conservación, recuperación y reinserción de especies en peligro de extinción y operativos de rescate de especies víctimas del tráfico ilegal, entre otras acciones.

- Aumento del presupuesto para el combate y prevención de incendios forestales: en agosto de 2020 el Servicio Nacional de Manejo del Fuego (SNMF) pasó a la órbita del Ministerio de Ambiente y Desarrollo Sostenible, luego de pertenecer al Ministerio de Seguridad. Además se creó un fideicomiso con alícuota del tres por mil de pólizas de seguro de las pólizas de seguro (excepto las del ramo vida) para financiar el fondo Nacional de Manejo del Fuego. Esta acción estratégica permite dar previsibilidad al sector garantizando fondos constantes todos los años que están posibilitando avanzar en un plan de equipamiento y mejora de las tareas de combate del fuego que ejecutan los brigadistas. De esta manera, el presupuesto disponible para el año 2021 fue 7 veces mayor que lo ejecutado en el año 2020.[cita requerida]
- Ley de Educación Ambiental Integral: se diseñaron y sancionaron dos normas claves en lo que respecta a la perspectiva ambiental y al paradigma de sostenibilidad en el ámbito educativo y en el ámbito público. La Ley 27.621 o Ley de Educación Ambiental Integral fue sancionada en mayo del 2021 y promulgada en junio del mismo año. El proyecto de ley fue diseñado por el Ministerio de Ambiente y Desarrollo Sostenible y el Ministerio de Educación, junto con el consenso de las provincias a través del Consejo Federal de Medio Ambiente  y el Consejo Federal de Educación, con el objetivo de promover la educación ambiental e incorporar los nuevos paradigmas de la sostenibilidad a los tres ámbitos educativos: formal (el sistema educativo tradicional de escuelas y universidades), no formal (organizaciones de la sociedad civil) y los medios de comunicación.
- Creación y ampliación áreas protegidas: se crearon las áreas: Islote Lobos, en la provincia de Río Negro, Ansenuza, en la provincia de Córdoba, Laguna El Palmar, en Chaco, parque federal Campo San Juan, en Misiones, parque nacional Islas de Santa Fe, en la provincia de Santa Fe; además de las ampliaciones de los parques nacionales Pre-Delta y Aconquija entre otros proyectos.
- Acción climática: durante la COP 26 nuestro país presentó la nueva meta de la Contribución Nacionalmente Determinada (NDC) que es un 27,7% más ambiciosa que la presentada en 2016, meta que se encuentra en línea con los postulados del Acuerdo de París manteniendo la variación de la temperatura por debajo de los 2 grados centígrados con respecto a los niveles preindustriales.

Asumir un rol de "agencia de conservación", procurando superar un vacío conceptual que no daba respuestas a los desafíos de la conservación y el desarrollo sustentable. Proceso por el cual surgieron las primeras becas de investigación de doctorado y posdoctorado en conjunto con el Conicet en las áreas protegidas, así como también el proceso de reconocimiento de las poblaciones históricas que habitan dentro de los parques nacionales, y la regularización de los sistemas productivos internos en el marco del desarrollo sostenible. 
En 2019 asume con u. Programa orientado a generar un cambio en cuanto a la percepción y manejo de las áreas protegidas históricamente vinculadas a las actividades turísticas y expulsivas de sus pobladores. Llevó adelante el proceso para otorgar las primeras becas de investigación de doctorado y posdoctorado en conjunto con el Conicet en las áreas protegidas, así como también el proceso de reconocimiento de las poblaciones históricas que habitan dentro de los parques nacionales, y la regularización de los sistemas productivos internos en el marco del desarrollo sostenible. 

#### Actuación en los incendios de Corrientes 2022
Entre enero y marzo de 2022, se produjeron incendios en la provincia de Corrientes que afectaron campos privados y el parque nacional Esteros del Iberá, que el gobierno nacional ofreció nuevamente ayuda en enero pero que la provincia no la aceptó. El gobierno nacional respondió publicando en diarios nacionales las copias de las 16 ocasiones en que se ofreció asistencia para combatir los focos activos en Corrientes mediante mecanismos formales e informales que fueron rechazados, desestimados, o no fueron contestados por el gobierno de Corrientes. Dos días antes de las declaraciones del gobernador, éste había confirmado al sitio mendocino mdz que había tenido reuniones con Cabandié y comunicación con el presidente para analizar la situación en la provincia.
El 23 de enero, el Sistema Nacional de Manejo del Fuego envió una nota formal al ingeniero Roberto Rojas, director de Recursos Forestales de la Provincia de Corrientes, donde ofrecía “apoyo terrestre para combate a incendios forestales con brigadas de combate” que, según el intendente Diego Caram fue rechazado por el gobernador correntino que se encontraba vacacionando en Punta del Este mientras se incendiaba cientos de hectáreas en la provincia y respondido en febrero. Semanas más tardes el gobernador aseguraría que no existían más focos activos datos desmentidos por Cabandie.